# 라자로스 흐리스토둘로풀로스
라자로스 흐리스토둘로풀로스(그리스어: Λάζαρος Χριστοδουλόπουλος, 1986년 12월 19일, 테살로니키 ~ )는 그리스의 축구 선수로, 현재 수페르리가 엘라다의 아트로미토스에서 뛰고 있다. 그의 강점은 볼을 다루는 테크닉과 빠른 발 그리고 공과 함께 가속도를 붙이는 것이다.

## 경력
파나티나이코스
- 수페르리가 엘라다 : 우승 (2009-2010)
- 그리스 풋볼 컵 : 우승 (2010)

AEK 아테네
- 수페르리가 엘라다 : 우승 (2017-18)